# Aplogruppo U
L'aplogruppo U è un aplogruppo del DNA mitocondriale umano (mtDNA). Il clado ha avuto origine dall'aplogruppo R mtDNA, probabilmente durante il primo Paleolitico superiore. I suoi vari sottocladi, denominati U1–U9, sono ampiamente distribuiti in Europa settentrionale e orientale, Asia centrale, occidentale e meridionale, nonché in Nordafrica, nel Corno d'Africa e nelle Isole Canarie.

## Descrizione
L'aplogruppo rappresenta un gruppo di esseri umani che discendono da una donna, probabilmente appartentente all'aplogruppo R (mtDNA). Questa donna è vissuta circa 55.000 anni fa. I suoi discendenti hanno dato vita a vari sottogruppi, alcuni dei quali vivono oggi in patrie geografiche molto diverse. L'età avanzata ha portato a un'ampia distribuzione di questi sottogruppi, che si sono rifugiati in Europa, Nord Africa, India, Arabia, Caucaso settentrionale e Medio Oriente.
L'aplogruppo U del mtDNA può essere suddiviso in ulteriori sottogruppi. Tra questi c'è l'aplogruppo mtDNA U5, ampiamente distribuito in Europa.

## Diffusione
Uno studio del 2013 ha trovato che tutte le antiche sequenze umane moderne europee, tranne una, appartenevano all'aplogruppo U, confermando l'ipotesi secondo cui l'aplogruppo U era il tipo dominante di mtDNA in Europa, nell'epoca in cui era abitata dalle popolazione di cacciatori-raccoglitori, prima della diffusione dell'agricoltura in Europa dal Vicino Oriente, la cosiddetta rivoluzione neolotica. L'aplogruppo U è presente in circa l'11% degli europei nativi ed è considerato l'aplogruppo materno più antico rinvenuto nel continente.

## Rinvenimenti
Si stima che le mutazioni che lo definiscono (A11467G, A12308G, G12372A) si siano verificate tra 43.000 e 50.000 anni fa, all'inizio del Paleolitico superiore.
DNA antico classificato come appartenente all'aplogruppo U è stato recuperato da resti del fossile MA-1 rinvenuti a Mal’ta nella Siberia occidentale, datato a circa 24.000 anni fa. Il genoma mtDNA estratto dal cranio fossile ritrovato a Peştera Muierii (PM1) nel sud della Romania, risalente a circa 35.000 anni fa, è stato identificato come l'aplogruppo U6 basale, mai riscontrato in precedenza in alcun essere umano antico o moderno, invece presente nelle moderne popolazioni del Nordafrica. La circostanza fa supporre che vi sia stata una migrazione, dall'Eurasia occidentale all'Africa.
L'aplogruppo U è stato osservato anche tra le mummie dell'antico Egitto rinvenute nel sito archeologico di Abusir el-Meleq, nel Medio Egitto, datate al I millennio a.C.; 13 delle 90 mummie presentano l'aplogruppo U, e varie sue sottocladi, U1, U3, U5, U6, U7 e U8.
Inoltre, l'aplogruppo U è stato osservato in antichi fossili rinvenuti nelle Isole Canarie, che sono stati datati al radiocarbonio tra il VII e l'XI secolo d.C. Tutti gli individui portatori del clado sono stati inumati nel sito di Tenerife, con questi esemplari che appartengono ai sottocladi U6b1a (4/7; 57%) e U6b (1/7; 14%).

## Albero filogenetico
Questo albero filogenetico dei sottogruppi dell'aplogruppo U si basa su una pubblicazione di Mannis van Oven e Manfred Kayser e le successive ricerche scientifiche.
- U
  - U1
    - U1a'c'
      - U1a
        - U1a1
        - 'U1a2"'
        - 'U1a3"'

      - ''U1c

    - U1b

  - U5
    - U5a
      - 'U5a1"'
        - 'U5a1a"".
          - 'U5a1a1"".

        - 'U5a1b"'
          - U5a1b1
            - U5a1b1a

      - 'U5a2"'
        - U5a2a
        - U5a2b
        - U5a2c
        - U5a2d

    - U5b
      - 'U5b1"'
        - 'U5b1b"'
          - U5b1b1
            - U5ab1b1a
              - U5ab1b1a1

            - 'U5b1b"'

          - U5b1b2

        - U5b1c
        - 'U5b1d"".
        - U5b1e

      - U5b2
        - U5b2a
          - U5b2a1
            - U5b2a1a

        - U5b2a2
          -             - U5b2a2a

        - U5b2b
        - U5b2c

      - ''U5b3
        - U5b3a

  - U6
    - U6a'b'd''
      - U6a
        - U6a1
          - U6a1a
          - U6a1b

        - 'U6a2"'
          - U6a2a

        - 'U6a3"'
        - U6a4
        - U6a5
        - U6a6
        - 'U6a7"'
          - 'U6a7a"".
            - U6a7a1

          - 'U6a7b"'

      - U6b
        - U6b1

      - U6d
        - 'U6d1"'

      - ''U6c

    - U2'3'4'7'8
      - U2
        - U2a
        - U2b
          - U2b1
          - 'U2b2"'

        - 'U2c'
          - 'U2c1"'

        - 'U2d'
        - ''U2e
          - 'U2e1"".
            - 'U2e1a"".
              - 'U2e1a1"".

          - 'U2e2"".

      - U3
        - U3a
          - 'U3a1"'
          - 'U3a2"'

        - ''U3b
          - 'U3b1"'
            - 'U3b1a"".

          - U3b2

      - U4'9
        - U4
          - ''U4a
            - 'U4a1"'
              - 'U4a1a"'
              - 'U4a1b"'
              - U4a1c

            - 'U4a2"'
              - U4a2a
                - U4a2a1

              - U4a2b
              - U4a2c
                - U4a2c1

            - 'U4a3'

          - 'U4b'
            - U4b1
              - U4b1a
                - U4b1a1
                - U4b1a2
                - U4b1a3
                  - U4b1a3a

              - 'U4b1b"'

            - 'U4b2"'

          - 'U4c'
            - 'U4c1"'

          - 'U4d'
            - 'U4d1"'
            - 'U4d2"'

        - U9
          - ''U9a
          - ''U9b

      - U7
        - ''U7a

      - U8
        - ''U8a
          - 'U8a1"'
            - 'U8a1a"".

        - ''U8b'K
          - ''U8b
          - Aplogruppo K

## Principali aplogruppi mitocondriali
Si è stabilito un sistema per classificare filogeneticamente gli aplogruppi mitocondriali basato sulle lettere da A a Z come segue:
| Aplogruppi mitocondriali umani |                       |    |    |    |    |    |    |    |    |    |     |   |    |    |   |    |    |   |   |   |  |   |   |   |   |  |    |    |    |
|                                | Eva mitocondriale (L) |    |    |    |    |    |    |    |    |    |     |   |    |    |   |    |    |   |   |   |  |   |   |   |   |  |    |    |    |
| L0                             | L1                    | L2 | L3 | L3 | L3 | L3 | L3 | L3 | L3 | L3 | L3  |   |    |    |   |    |    |   |   |   |  |   |   |   |   |  | L4 | L5 | L6 |
| L0                             | L1                    | L2 |    |    |    | M  | M  | M  | M  | M  | N   | N | N  | N  | N | N  | N  |   |   |   |  |   |   |   |   |  | L4 | L5 | L6 |
| L0                             | L1                    | L2 | CZ | CZ | D  | E  | G  | Q  |    | A  | I O |   |    | R  | R | R  |    |   |   |   |  | S | W | X | Y |  | L4 | L5 | L6 |
| L0                             | L1                    | L2 | C  | Z  | D  | E  | G  | Q  | B  | A  | I O | F | R0 | R0 |   | JT | JT | P | U | U |  | S | W | X | Y |  | L4 | L5 | L6 |
| L0                             | L1                    | L2 | C  | Z  | D  | E  | G  | Q  | B  | A  | I O | F | HV | HV | J | T  | K  | P |   |   |  | S | W | X | Y |  | L4 | L5 | L6 |
| L0                             | L1                    | L2 | C  | Z  | D  | E  | G  | Q  | B  | A  | I O | F | H  | V  |   |    |    |   |   |   |  | S | W | X | Y |  | L4 | L5 | L6 |

### Annotazioni
1. ↑  MA-1 appartiene all'aplogruppo U, senza affiliazione ad alcuna sottoclade nota, il che implica un lignaggio raro o estinto nelle popolazioni moderne campionate.[2]

### Riferimenti
1. ↑  (EN) Il Progetto Genografico, in National Geographic (archiviato dall'url originale il 13 aprile 2005).
2. 1 2  (EN) Raghavan, Maanasa, Skoglund, Pontus, Graf, Kelly E., Metspalu, Mait, Albrechtsen, Anders, Moltke, Ida, Rasmussen, Simon, Stafford Jr, Thomas W., Orlando, Ludovic, Metspalu, Ene, Karmin, Monika, Tambets, Kristiina, Rootsi, Siiri, Mägi, Reedik, Campos, Paula F., Balanovska, Elena, Balanovsky, Oleg, Khusnutdinova, Elza, Litvinov, Sergey, Osipova, Ludmila P., Fedorova, Sardana A., Voevoda, Mikhail I., DeGiorgio, Michael, Sicheritz-Ponten, Thomas, Brunak, Søren, Demeshchenko, Svetlana, Kivisild, Toomas, Villems, Richard, Nielsen, Rasmus, Jakobsson, Mattias e Willerslev, Eske, Upper Palaeolithic Siberian genome reveals dual ancestry of Native Americans, in Nature, vol. 505, n. 481, 2014,  pp. 87–91, DOI:10.1038/nature12736. URL consultato il 22 maggio 2025.
3. ↑  (EN) M. Hervella, E. M. Svensson e A. Alberdi, The mitogenome of a 35,000-year-old Homo sapiens from Europe supports a Palaeolithic back-migration to Africa, in Scientific Reports, vol. 6, 19 maggio 2016,  pp. 25501, DOI:10.1038/srep25501. URL consultato il 10 maggio 2025.
4. ↑  (EN) Qiaomei Fu, Cosimo Posth, Mateja Hajdinjak, Petr M, Mallick S, Fernandes D, Furtwängler A, Haak W, Meyer M, Mittnik A, Nickel B, Peltzer A, Rohland N, Slon V, Talamo S, Lazaridis I, Lipson M, Mathieson I, Schiffels S, Skoglund P, Derevianko AP, Drozdov N, Slavinsky V, Tsybankov A, Cremonesi RG, Mallegni F, Gély B, Vacca E, Morales MR, Straus LG, Neugebauer-Maresch C, Teschler-Nicola M, Constantin S, Moldovan OT, Benazzi S, Peresani M, Coppola D, Lari M, Ricci S, Ronchitelli A, Valentin F, Thevenet C, Wehrberger K, Grigorescu D, Rougier H, Crevecoeur I, Flas D, Semal P, Mannino MA, Cupillard C, Bocherens H, Conard NJ, Harvati K, Moiseyev V, Drucker DG, Svoboda J, Richards MP, Caramelli D, Pinhasi R, Kelso J, Patterson N, Krause J, Pääbo S e Reich D., The genetic history of Ice Age Europe, in Nature, vol. 534, n. 7606, 9 giugno 2016,  pp. 200–205, DOI:10.1038/nature17993. URL consultato l'8 maggio 2025.
5. ↑  (EN) Verena J. Schuenemann, Alexander Peltzer e Beatrix Welte, Ancient Egyptian mummy genomes suggest an increase of Sub-Saharan African ancestry in post-Roman periods, in Nature Communications, vol. 8, 30 maggio 2017,  pp. 15694, DOI:10.1038/ncomms15694. URL consultato il 10 maggio 2025.
6. ↑  (EN) Ricardo Rodríguez-Varela, Torsten Günther e Maja Krzewińska, Genomic Analyses of Pre-European Conquest Human Remains from the Canary Islands Reveal Close Affinity to Modern North Africans, in Current Biology, vol. 27, n. 21, 6 novembre 2017,  pp. 3396–3402.e5, DOI:10.1016/j.cub.2017.09.059. URL consultato il 10 maggio 2025.
7. ↑  (EN) Mannis van Oven, Manfred Kayser: Updated comprehensive phylogenetic tree of global human mitochondrial DNA variation. In: Mutazione umana. 30, 2009, p. E386, PMID 18853457. DOI: 10.1002/humu.20921